# ORP Orzeł (292)
ORP Orzeł (292) — польський підводний човен проекту 613 (код НАТО: Whiskey) побудований у СРСР, а в 1965 році переданий до Військово-морських сил Польщі, в яких він служив з 29 листопада 1962 по 31 грудня 1983 року.